# Beetle Bailey
Beetle Bailey è un personaggio immaginario protagonista dell'omonima serie a fumetti creata dallo statunitense Mort Walker e pubblicata per la prima volta il 4 settembre 1950 negli Stati Uniti e in seguito in numerosi altri paesi. È uno dei personaggi comici più popolari del fumetto americano, pubblicato su oltre un migliaio di quotidiani in tutto il mondo e protagonista di un diffuso merchandising. Dal fumetto è stata tratta una serie a disegni animati. Nel 2010 la serie ha festeggiato i sessant'anni di vita editoriale venendo pubblicata su oltre 1 800 testate in tutto il mondo.  La sorella di Beetle, Lois Flagston, è la protagonista del fumetto Hi and Lois, creato dallo stesso Walker nel 1954.

## Storia editoriale
La striscia esordisce sui quotidiani statunitensi il 4 settembre 1950 distribuita dal King Features Syndicate; il 14 settembre 1952 viene pubblicata la prima tavola domenicale. Il successo della serie è in costante crescita, tanto che nel 1956 la serie arriva a essere pubblicata su oltre 500 testate che divennero 1 000 nel 1965 e più di 1 600 nel 1983, raggiungendo un pubblico stimato di oltre 150 milioni di persone al giorno. Pubblicata da oltre cinquant'anni, la serie continua a essere tra le più amate. Dal 2006, Mort Walker è affiancato nella realizzazione della striscia dal figlio Greg.

### Edizioni estere

#### Italia
In Italia le strisce sono apparse nel 1968 sulla rivista linus, e nel 1970 nel libro Il mondo è una caserma, primo di una serie nella collana Oscar Mondadori.

## Biografia del personaggio
Il personaggio inizialmente è un giovane studente di college, con un berretto perennemente calato sugli occhi e fumatore di pipa che, a seguito della guerra di Corea, decide di arruolarsi volontario finendo in una caserma dove conosce altri commilitoni come il sergente Orville P. Snorkel, l'anziano generale Amos T. Halftrack, il dongiovanni Killer, l'ingenuo Zero, il cuoco Cookie e molti altri. Conclusa la guerra il personaggio ritorna alla vita borghese introducendo nuovi personaggi come una sorella maggiore, Lois Bailey, sposata con Hi e mamma di tre figli. Dopo due settimane Beetle viene richiamato dall'esercito dove passa le sue giornate da soldato, sempre con il berretto calato sugli occhi, aggirandosi per il campo di addestramento dell'esercito americano, Camp Swampy, cercando di sfuggire ai propri doveri di soldato e agli ordini impartiti dal sergente Snorkel.

## Personaggi comprimari

### Soldati e ufficiali di Camp Swampy
- Sergente di Prima Classe Orville P. Snorkel: è il comandante del plotone di Beetle, oltre che la sua nemesi. Introdotto nel 1951, il personaggio di Snorkel trova sempre una scusa per picchiare violentemente Beetle (che considera una vergogna per l'esercito e l'archetipo del soldato fannullone), tanto da ridurlo spesso in una specie di poltiglia informe. Obeso, con i denti stori e dal carattere irascibile, Snorkel in realtà ha un cuore tenero che lo rende inadatto ad essere veramente un "cattivo" e con Beetle ha un complicato rapporto di amore/odio che a volte assomiglia ad una genuina amicizia, anche se sempre diseguale. Non si sa praticamente nulla della vita da civile di Snorkel, a parte che proviene da una cittadina dell'Arkansas e sua madre da nubile si chiamava Papadopoulus, suggerendo che abbia origini greche. È un buongustaio che ama follemente il cibo, non perdendo occasione per mettere le mani su qualunque pietanza incustodita, ed è un profondo conoscitore di tutti i ristoranti nel raggio di chilometri dalla base.
- Otto: è il cane antropomorfo del sergente Snorkel, con una vaga somiglianza al padrone, tanto che questi gli ha pure cucito una mini-divisa militare su misura; è molto protettivo nei confronti del Sergente e sembra avere una forte antipatia nei confronti di Beetle, non perdendo occasione per morsicarlo.
- Generale di Brigata Amos T. Halftrack: è il comandante inetto, frustrato e alcolizzato di Camp Swampy. Originario della Louisiana, ha 78 anni ed è un generale alla fine di una non entusiasmante carriera militare, con un profonda passione per il golf (nonostante sia un giocatore terribile) e un incallito bevitore, capace di fare colazione con dosi massicce di whiskey e cocktail martini; vive nella base di Camp Swampy assieme alla moglie Martha, anche se spesso lo si vede cercare di corteggiare goffamente Miss Buxley, la sua segretaria.
- Maggiore Greenbrass: è il secondo ufficiale più alto in grado di Camp Swampy e compagno di golf del Generale Halftrack. Svolge il ruolo di ufficiale di collegamento tra il comando e il campo, oltre ad essere l'assistente amministrativo del Generale Halftrack. A differenza del suo superiore è un ufficiale competente e pignolo, che tuttavia si trova ad essere completamente frustrato e rassegnato trovandosi a operare in un contesto completamente disfunzionale come quello di Camp Swampy. A volte si comporta da spalla compica, reagendo con stupore o disappunto alle azioni più assurde e sconclusionate dei suoi superiori o colleghi.
- Capitano Sam Scabbard: è il duro ma competente comandante della compagnia di Beetle. Sebbene abbia il polso fermo con il sergente Snorkel, tende a fidarsi di lui, spesso affidandogli compiti scavalcando il Tenente Fuzz, il quale sarebbe il suo diretto subordinato ma di cui ha scarsissima fiducia. È probabilmente la persona più normale presente a Camp Swampy.
- Tenente Sonny Fuzz: è il più giovane degli ufficiali di Camp Swampy, tanto da sembrare quasi imberbe essendo privo di barba e dall'aspetto quasi fanciullesco. Fresco di corso ufficiali in accademia, è estremamente ligio al regolamento e cerca in ogni modo di guadagnarsi l'attenzione dei superiori (spesso con atteggiamenti da vero e proprio leccapiedi) e imporre la propria autorità sui soldati, con scarsi risultati in quanto i primi tendono a non curarsi del suo eccessivo zelo, mentre i secondi non lo prendono sul serio a causa del suo aspetto e incapacità di dimostrarsi autorevole. Trova spesso da ridire con il Sergente Snorkel, il quale pur essendo ufficialmente un suo subordinato riesce spesso a imporsi sul giovane ufficiale in virtù della sua esperienza di veterano dell'esercito, mettendogli più volte i piedi in testa. Mort Walker dichiarò che per il personaggio di Fuzz si ispirò a sé stesso quando, da giovane ufficiale fresco di nomina, cercava di compensare la propria insicurezza con un eccesso di zelo prendendosi troppo sul serio.
- Tenente Jackson Flap: è il primo ufficiale afroamericano di Camp Swampy, introdotto da Scott Walker nel 1970 a seguito delle accuse di avere troppi personaggi bianchi nel suo fumetto. È estremamente permaloso e sospettoso e nelle prime apparizioni era solito sfoggiare un'imponente pettinatura afro, anche se successivamente ha dovuto rasarla a causa dei severi regolamenti dell'esercito sulle capigliature. Caratterialmente è essenzialmente l'opposto del tenente Fuzz, anche se hanno entrambi lo stesso grado, e per questo motivo spesso si sono ritrovati a litigare anche in maniera pesante.
- Cornelius "Cookie" Jowls: chiamato da tutti semplicemente Cookie, è il sergente responsabile della mensa e del rancio dei soldati. Sempre rappresentato vestito con un cappello da cuoco, una canotta unta e l'immancabile sigaretta in bocca, Cookie non ha mai mostrato molto interesse per il rispetto delle norme igieniche, così come le sue capacità di cuoco sono assai discutibili, anche perché il suo "piatto forte" sono generalmente delle polpette gommose e delle bistecche dure e quasi impossibili da masticare. Nonostante ciò è un amante del cibo, similmente a Snorkel, e coltiva il sogno di diventare un grande chef, anche se con scarsi risultati e spesso utilizzando Beetle come cavia per i suoi terribili esperimenti culinari.
- Soldato Diller "Killer": compagno di plotone di Beetle, è un inguaribile sciupa-femmine sempre intento a dare la caccia a ogni gonnella nel suo raggio d'azione. La sua caratteristica principale, oltre alla passione per le ragazze, sono un paio di baffetti a sparviero del quale va molto orgoglioso.
- Soldato Zero: altro compagno di plotone di Beetle, è un sempliciotto originario del Nebraska noto a Camp Swampy per la sua ottusità e incapacità di portare a termine qualsiasi compito. Nonostante non sia assolutamente pigro e anzi sia molto volenteroso, a differenza di Beetle, è completamente inadatto ad eseguire gli ordini poiché tende a prenderli estremamente alla lettera e spesso ha causato delle crisi di nervi al Sergente Snorkel.
- Soldato Platone: anche lui compagno di plotone di Beetle, è probabilmente il soldato più intelligente di Camp Swampy anche perché, a differenza di Beetle, prima di arruolarsi nell'esercito si è laureato all'università. Ha comportamenti tipici dell'intellettuale.
- Soldato Rocky: membro della compagnia A, è il soldato ribelle di Camp Swampy, con tendenze anti-sociali e solito sfoggiare una folta pettinatura in barba ai regolamenti. Nel corso delle strisce si viene a sapere che prima di arruolarsi faceva parte di una banda di biker e viveva ai limiti della legalità, tanto che viene detto che rubasse auto.
- Soldato Cosmo: soldato della compagnia A che ama definirsi come "imprenditore indipendente", è un maneggione con uno spiccato senso degli affari, in grado di procurarsi qualsiasi cosa all'interno del campo e che ha aperto un vero e proprio spaccio all'interno della camerata, dove vende gli oggetti più disparati ai suoi commilitoni. Mort Walker disse di essersi ispirato al personaggio di Sefton, interpretato da William Holden, del film Stalag 17.
- Cappellano Staneglass: è il cappellano di Camp Swampy e spesso si adopera per aiutare i soldati con i propri consigli e interventi, anche se a volte non tutti vanno a buon fine. Ha una feroce rivalità con il Dr. Bonkus, psichiatra del campo, tanto che spesso lui e il medico si sono azzuffati a causa della loro diversità di vedute.
- Dottor Bonkus:è l'ufficiale medico di Camp Swampy, specializzato in psichiatria. Rappresentato in modo caricaturale ed eccentrico (con grossi occhiali a fondo di bottiglia e capelli scompigliati), a volte più bizzarro degli stessi soldati di cui dovrebbe occuparsi, compare quando gli abitanti della base (spesso il generale Halftrack e il Sergente) mostrano segni di squilibrio. Si trova spesso in disaccordo con il Cappellano Staneglass e molte volte questa "diversità di vedute" è spesso degenerata in vere e proprie zuffe.
- Sergente Louise Lugg: è il sergente donna di Camp Swampy con responsabilità della logistica. Rappresentata come una donna forte e dalla presenza importante, ha un debole per il Sergente Snorkel e spesso cerca maldestramente di corteggiarlo.
- Chip Gizmo: è il soldato tecnico informatico addetto alla manutenzione dei sistemi della base di Camp Swampy. Introdotto da Walker all'inizio degli anni 2000, rappresenta il tipico nerd espertissimo di tecnologia impacciato nei rapporti sociali.

### Altri personaggi
- Martha Halftrack: è la moglie burbera e assertiva del Generale Halftrack. Rappresentata come un anziano "donnone", vive con il marito nel suo alloggio da comandante appena fuori della base e spesso lo visita nei suoi uffici, anche perché perfettamente conscia di quanto il consorte sia sensibile al fascino femminile. In casa, e spesso anche fuori, è la vera padrona e non lascia alcuna iniziativa al marito.
- Famiglia Bailey: è la famiglia del soldato Beetle, composta da suo padre, sua madre e i fratelli minori Lois e Chiggers. Compaiono nelle storie in cui vanno in visita a Beetle a Camp Swampy oppure quest'ultimo va in licenza. A quanto sembra hanno anche un buon rapporto con il Sergente Snorkel, tanto che lo hanno spesso invitato a passare il ringraziamento e il Natale da loro.
- Miss Buxley: è l'avvenente e giovane segretaria civile di Halftrack, oltre ad essere l'oggetto delle ripetute molestie del suo superiore. Bionda mozzafiato e dal carattere smaliziato originaria del Texas, nel corso della storia del fumetto è diventata la fidanzata di Beetle, anche se si sono lasciati e ripresi più volte.
- Miss Blips: è la seconda segretaria del Generale Halftrack, ma a differenza della frivola Miss Buxley è una donna matura e burbera. Spesso funge da voce della ragione nell'ufficio.

## Altri media

### Televisione
- Serie televisiva a cartoni animati prodotta da King Features Syndicate (50 brevi episodi).